# Tuckneraria
Tuckneraria Randlane & A. Thell (pawężnik) – rodzaj grzybów z rodziny tarczownicowatych Parmeliaceae. Ze względu na współżycie z glonami zaliczany jest do grupy porostów.

## Systematyka i nazewnictwo
Pozycja w klasyfikacji według Index Fungorum: Parmeliaceae, Lecanorales, Lecanoromycetidae, Lecanoromycetes, Pezizomycotina, Ascomycota, Fungi.
Nazwa polska według W. Fałtynowicza.

## Niektóre gatunki
- Tuckneraria laureri (Kremp.) Randlane & A. Thell 1994 – pawężnik Laurera
- Tuckneraria laxa (Zahlbr.) Randlane & A. Thell 1994
- Tuckneraria pseudocomplicata (Asahina) Randlane & Saag 1994

Nazwy naukowe na podstawie Index Fungorum. Uwzględniono tylko taksony zweryfikowane. Nazwy polskie według W. Fałtynowicza.